# Maite Vélaz Sancha
Maite Vélaz Sancha (Pamplona, 1976) es una artista navarra multidisciplinar que reside en Tafalla, trabaja ámbitos plásticos como la escultura, el dibujo, la escritura, la imagen y el movimiento.

## Biografía
Licenciada en Bellas Artes en 1998 por la Universidad del País Vasco, Maite Vélaz, continuará formándose en diversos talleres. En 2004 de la mano de Eva Lootz  recibirá una formación sobre el paisaje que complementará con otro taller sobre la misma materia dirigido por Nacho Criado al año siguiente. Continuará asistiendo a talleres en décadas posteriores como es el caso del taller de Asier Mendizábal en 2013 en CA2M.   
Recibió la Beca Taller de paisaje en el municipio Blanca (Murcia) en los años 2004 y 2005. Además en 2007 obtuvo la Ayuda a la creación de Artes Plásticas y fotografía concedida por el Gobierno de Navarra. Consiguió el tercer premio en el III Bienal de Deporte y Arte convocado por el Gobierno Foral en el año 2004 entre otras premiaciones.  

## Obra y Técnica
Maite Vélaz trabaja con  elementos de la vida cotidiana como espejos, estropajos metálicos o bolsas blancas. Las temáticas predominantes en la producción de Vélaz se relacionan con la cotidianidad, esto puede percibirse en exposiciones y obras como "Objetos que participan" (2012) Un proyecto ideado para el Horno de la Ciudadela de Pamplona en el que se podía encontrar una mesa (de aglomerado y PVC) con 135 objetos, estos últimos fueron rotados por distintas posiciones durante los 33 días de exposición, creando cada día una nueva mesa.
Su medio de producción principal es la escultura aunque en ocasiones puede estar acompañada por otras disciplinas artísticas como la escritura, el dibujo o la imagen como se puede ver en "Coger carrerilla, saltar y dar un abrazo"(2020). Esta exposición contó con óleos sobre tabla, producciones con esmalte sintético sobre materiales, objetos diversos y dibujos sobre papel  además de esculturas que combinaron materiales como el cobre, el aglomerado, la madera, el cristal, el cemento, la escayola, el papel de seda y el spray.  También pudieron verse vídeos alrededor de los retratos y esculturas de Maite Vélaz que se presentaron en diversas superficies como el suelo o las paredes.
El movimiento y la interacción directa con el público también han sido parte de su trabajo, esto pudo constatarse en su propuesta performativa "Escudo y proyector" realizada en agosto de 2022 en Pamplona. En esta actuación, Vélaz interacciona su cuerpo y voz, con su producción escultórica y el espacio (Museo de Navarra). Esta propuesta se encontró enmarcada en el proyecto 9 soles.
Entre las primeras exposiciones en solitario de Maite Vélaz se encuentra "Miss Cositas", Instalaciones y objetos expuesta en la sala de Cultura de Tafalla en el año 2003, además ese mismo año realizó una exposición colectiva en Pamplona "Dos miradas del arte" Reciclarte. En el centro de Arte Contemporáneo de Huarte 2008  presentó en solitario "Objeto no identificado"y se presentó a los Encuentros de Navarra de jóvenes artistas (2000/ 2003/ 2004/ 2005).
Vélaz vivió un punto de inflexión en la Tafallako Kuturgunean donde vuelve a trabajar tras una época que describió como oscura en la que ella resume su aprendizaje en la labor de escucha que lleva a cabo para poder volver a desarrollarse plenamente.

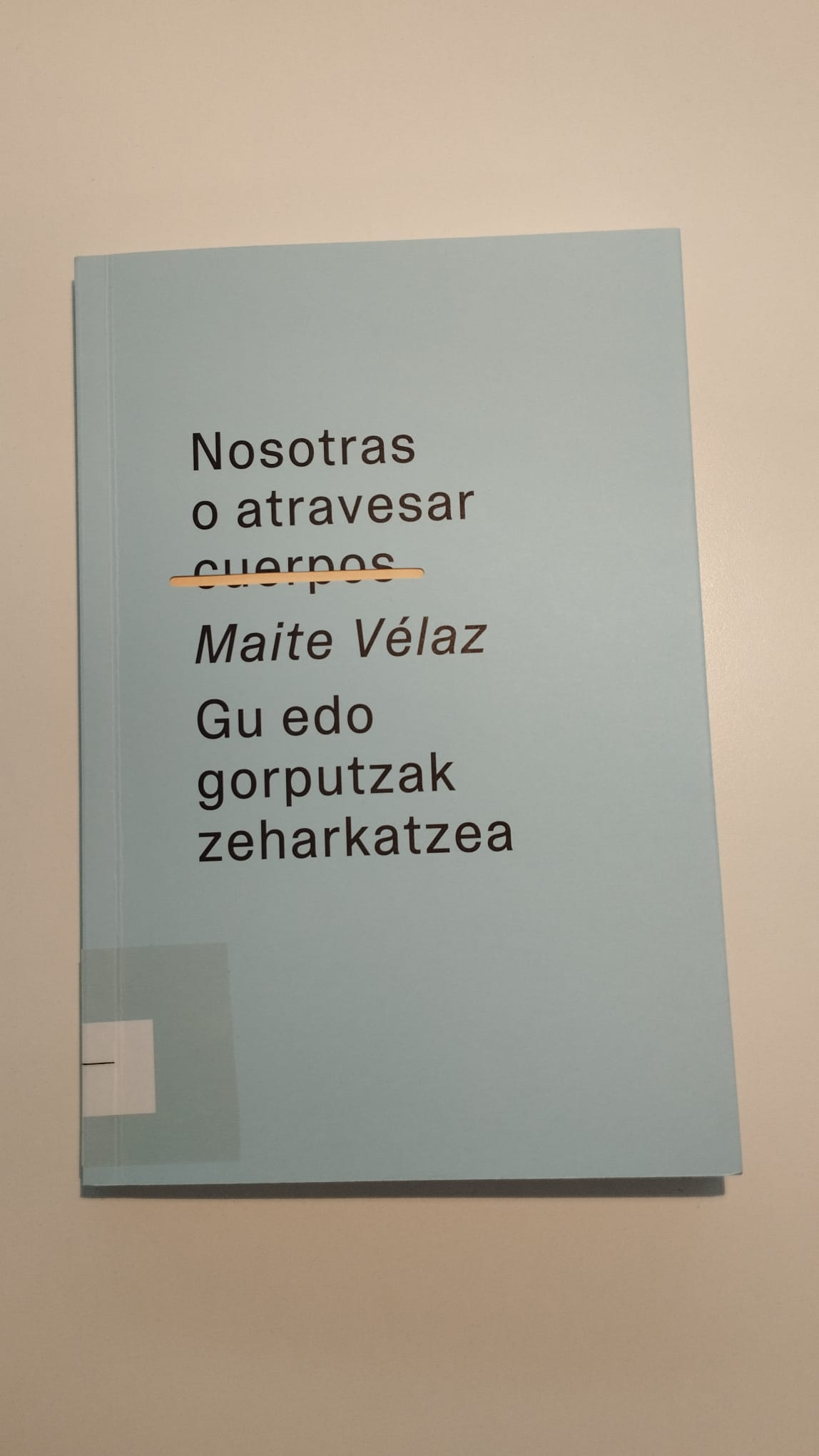
Obra de la autora "Nosotras o atravesar cuerpos"

Además la autora de "Objetos que participan"ha trabajado en diversos proyectos colaborativos como "Nosotras o atravesar cuerpos". Esta exposición plantea una revisión de la artista sobre la obra de Jorge de Oteiza, buscando la interacción entre la obra de Vélaz y el escultor guipuzcoano. Además, contó con una sección llamada Acciones atravesadas, en la que diversos autores plantearon lo que se define en el libro como:
"Un conjunto de acciones realizadas por otros artistas y guiadas por el acto de "atravesar" como forma de aproximación, expresión y conocimiento" (Fragmento del libro "Nosotras o atravesar cuerpos")
Esto se plasma en diversos enfoques sobre la obra de Oteiza proporcionados por artistas y obras como:  "El montón muy urgente" de Daniel Resano, "Que chorree la materia y se extienda por todos lados" de Idoia Leache o "Besa, amasa, abraza la masa " de Nerea de Diego. El conjunto propone una reflexión sobre la elaboración de arte y las maneras de abarcar la escultura, se expuso en el Museo Oteiza y contó con la colaboración del Centro de Arte Contemporáneo de Huarte. 
Ha intervenido en otros proyectos como Tabakalera, archiveras del humo, con un concepto similar en cuanto la participación de diversos artistas en un mismo proyecto y poner en contacto al visitante con el objeto de la exposición. A su vez se busca Aprender y conocer desde la propia biografía, y atravesar el trabajo de otros.